# Boulin (pigeonnier)
Pour les articles homonymes, voir Boulin.
Un boulin est un trou dans le mur d'un colombier, qui sert de nid au pigeon.
Bien que cela n'ait pas été démontré, on admet que le nombre de boulins permet de calculer la superficie du domaine sur lequel le pigeonnier est implanté. Il est dit que pour chaque demi-hectare ou d'un arpent carré (ou acre) de terre, c'est-à-dire 50 ares ou 5 000 m2 correspondait à 1 boulin pour 1 pigeon.

## Description
L’intérieur du colombier, espace imparti aux pigeons, est divisé en nichoirs appelés boulins. Chaque boulin est le logement d’un couple de pigeons. Ces boulins peuvent être en pierre, brique ou torchis et installés lors de la construction du colombier ou être en poterie (pots couchés, tuiles canal, diverses cases), en osier tressé en forme de panier ou de nid. C’est le nombre de boulins qui indique la capacité du pigeonnier. Celui du château d'Aulnay avec ses 2 000 boulins, celui de Port-d'Envaux avec ses 2 400 boulins de terre cuite et celui du château de Brézé avec ses 3 700 boulins sont parmi les plus vastes.
Les boulins sont souvent devenus un élément architectural décoratif dans les façades de manoirs.

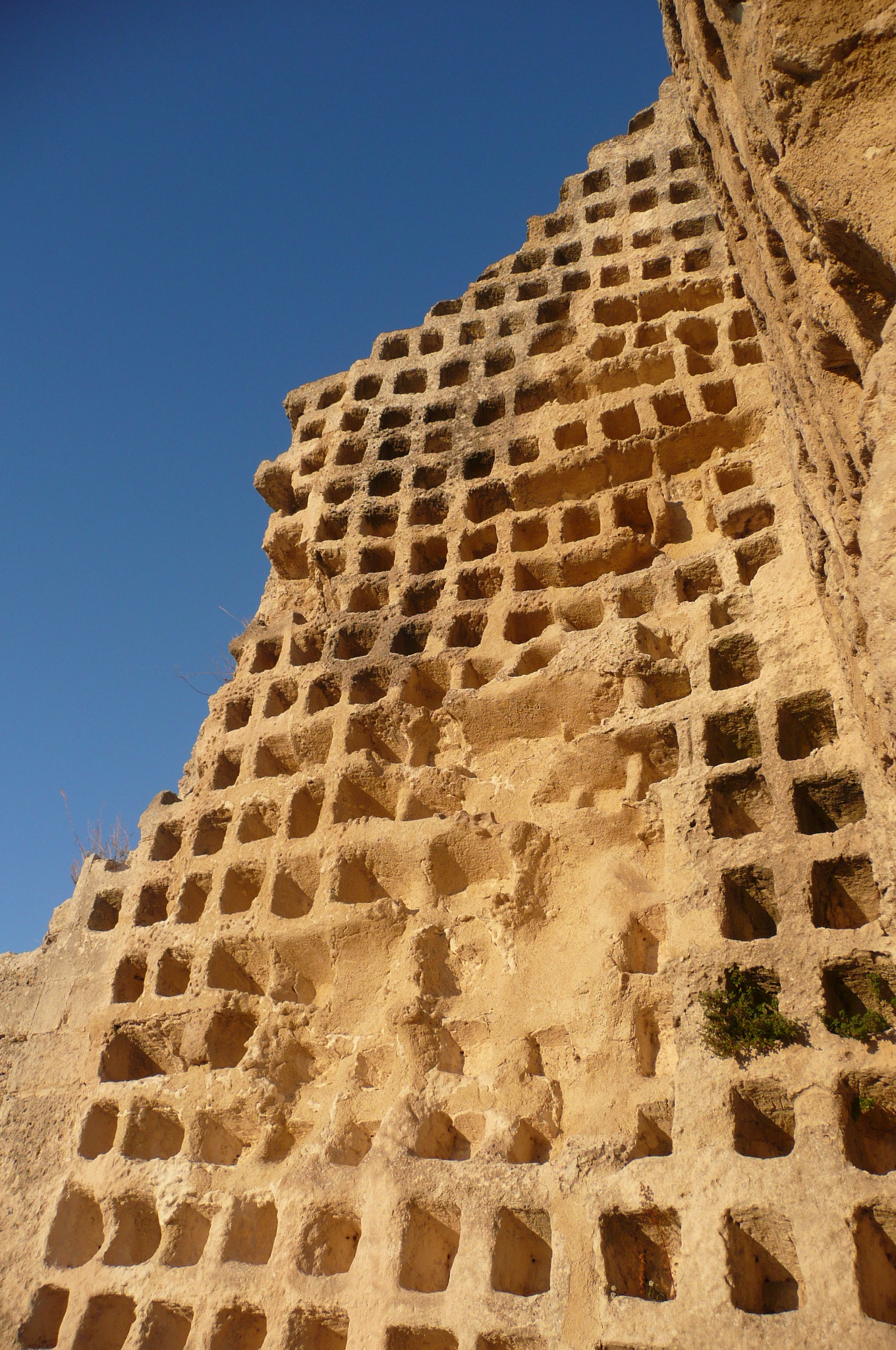
Pigeonnier troglodytique aux Baux-de-Provence, XIe siècle, avec ses boulins.
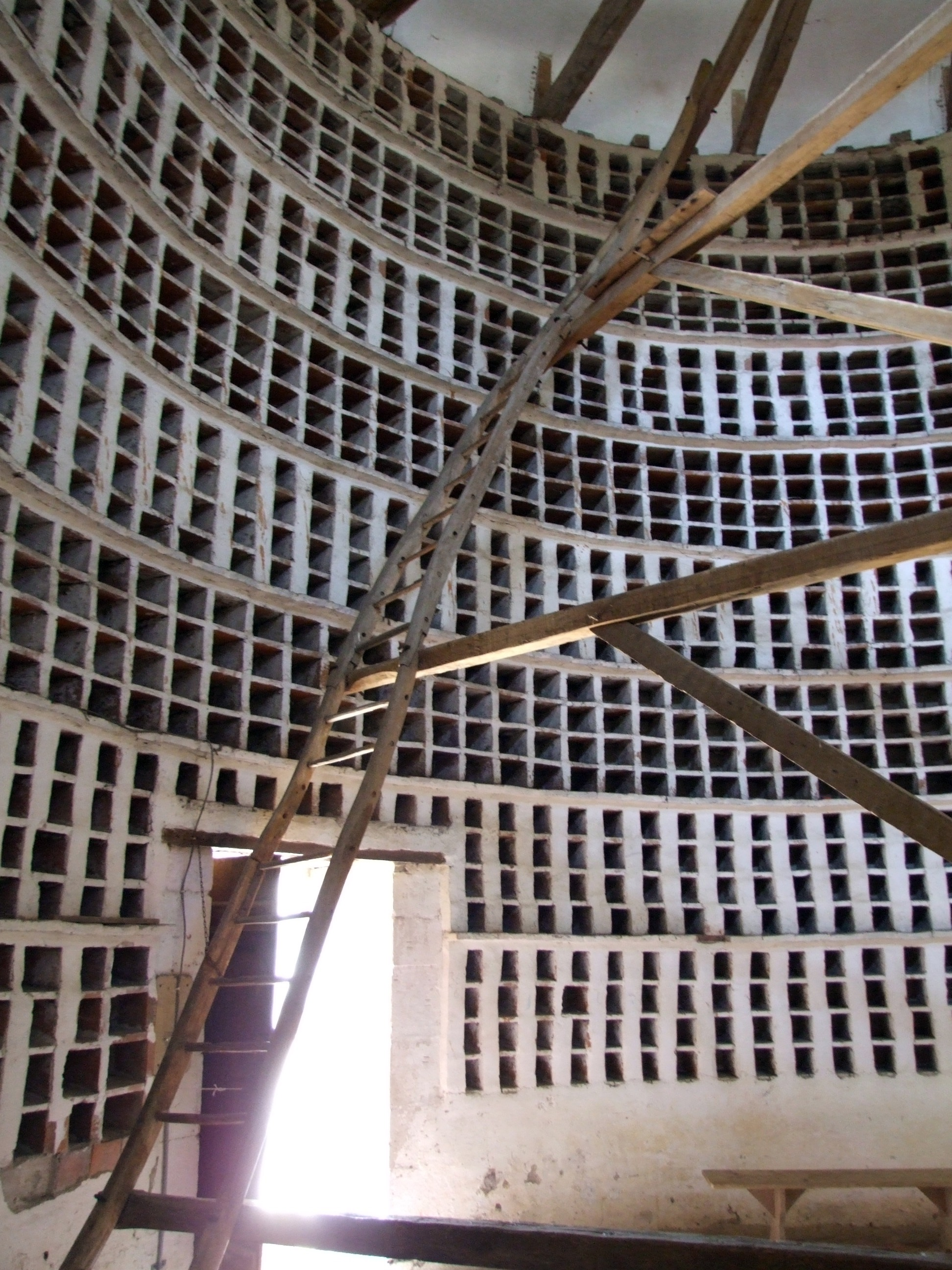
Intérieur du colombier du château d'Époisses avec ses boulins.
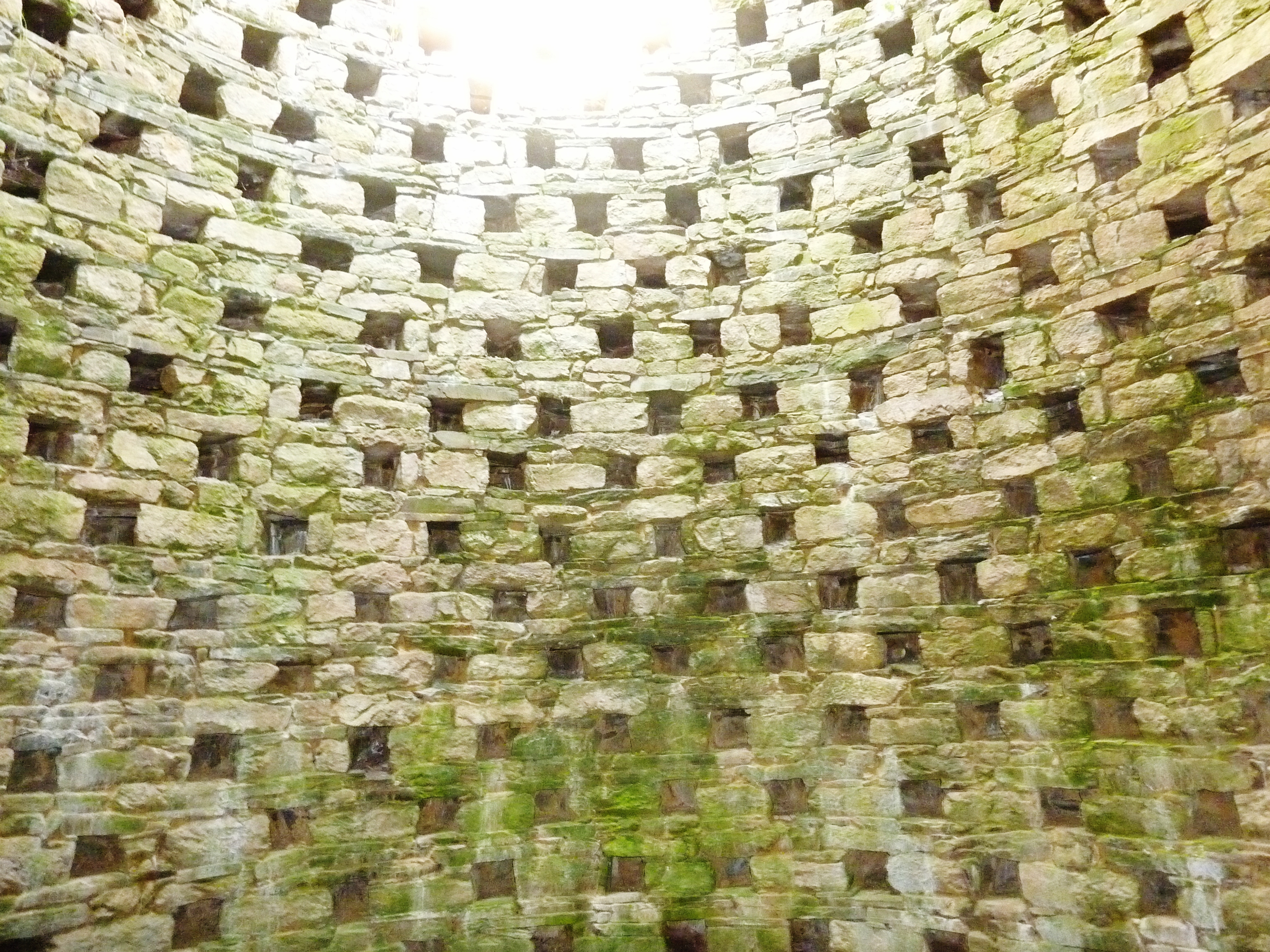
Lanloup : le manoir de la Noë Verte, boulins dans le pigeonnier.
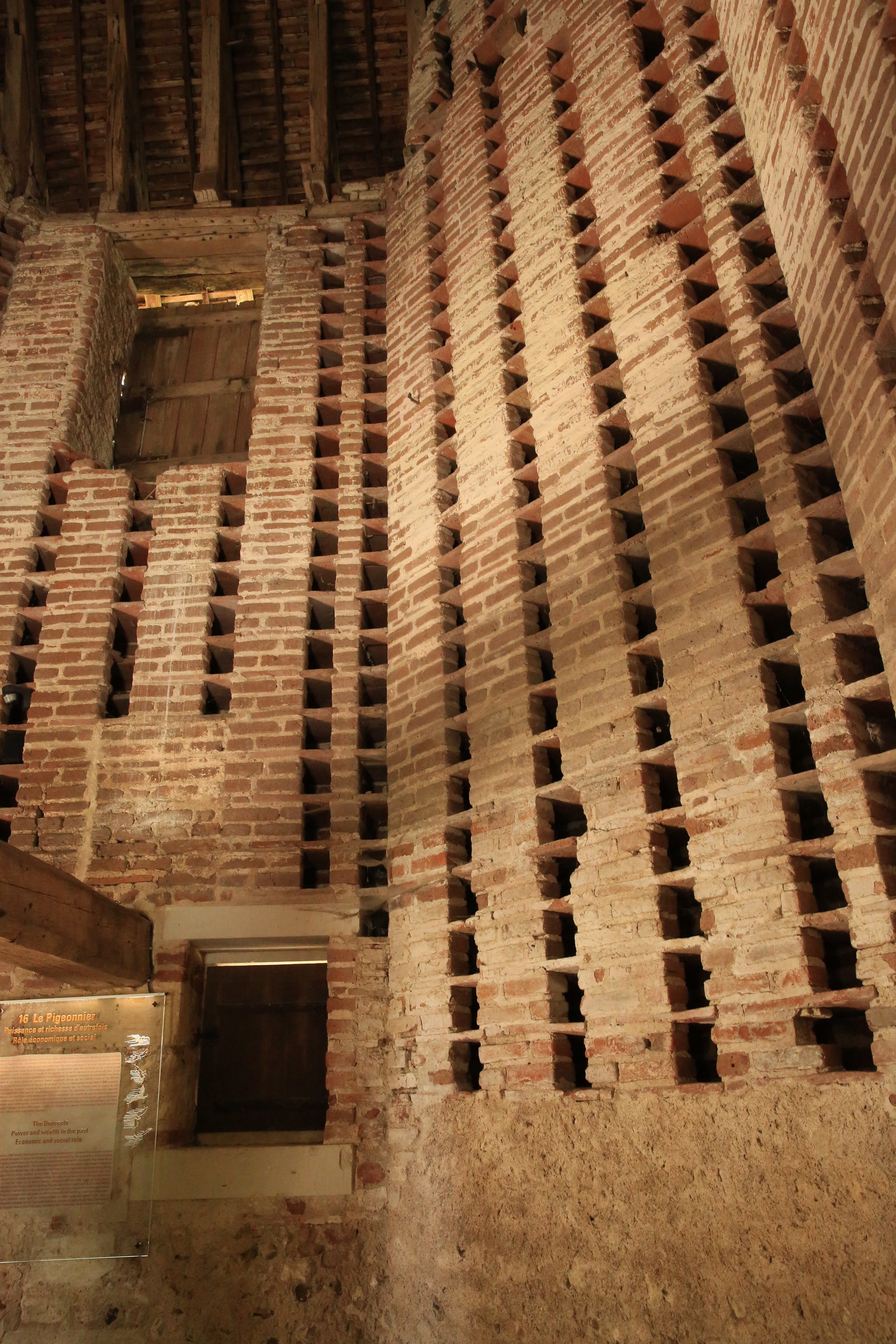
Le Manoir du Clos Lucé à Amboise, boulins dans le pigeonnier.
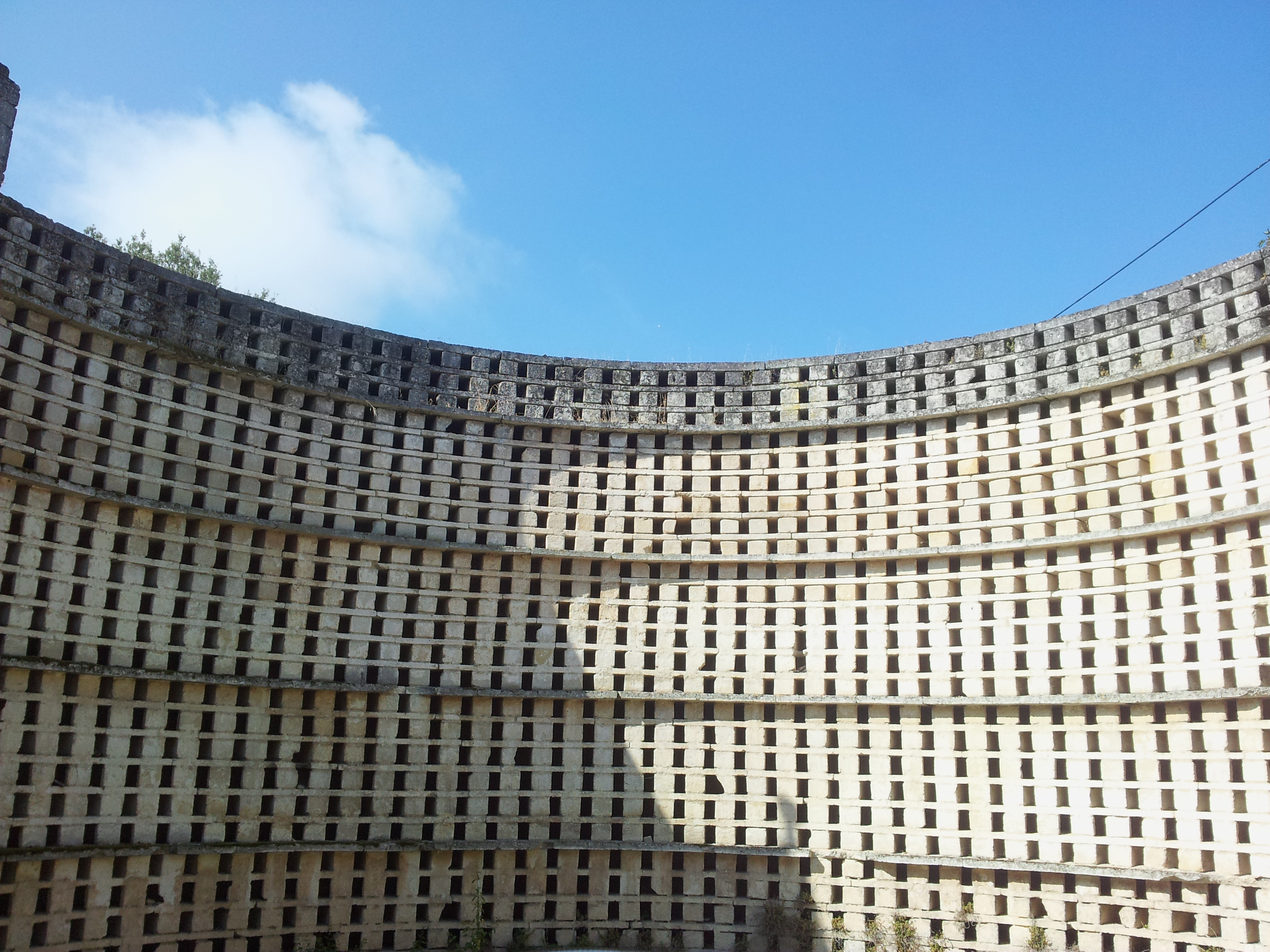
Le pigeonnier de La grange à l'abbé à Saint Yrieix en Charente compte plus de 2800 boulins.
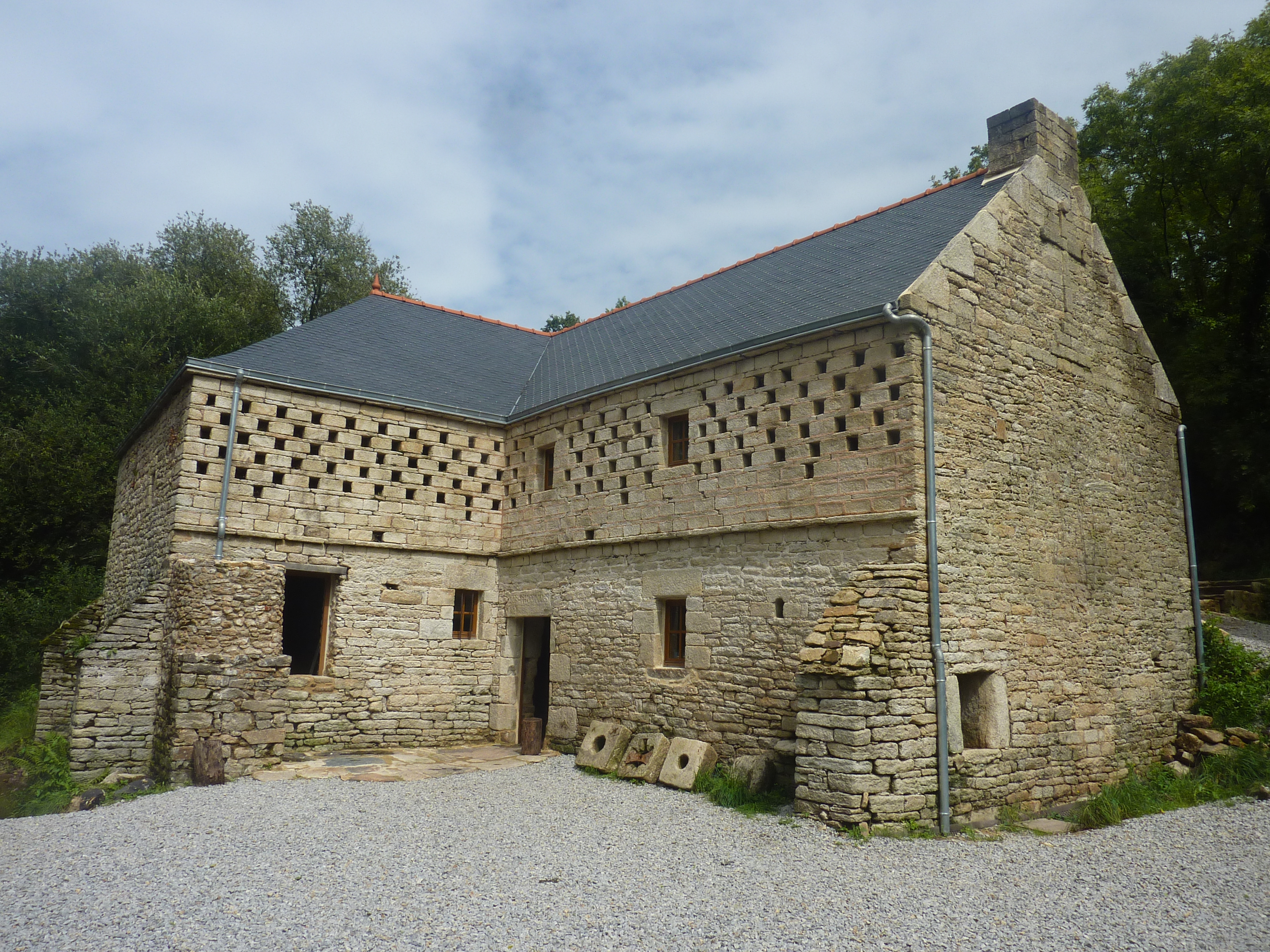
Boulins à l'étage du moulin à eau de Tréouzien, en Plouhinec (Finistère).